# Aberto de Aeroflot
O Aberto de Aeroflot é um torneio de xadrez que ocorre anualmente na cidade de Moscou, Rússia. Ele é financiado pela companhia aérea Aeroflot. Sua primeira edição ocorreu em 2002 e rapidamente cresceu em importância no cenário mundial de xadrez e hoje é o torneio aberto mais forte do mundo.
A primeira edição do Aberto de Aeroflot contou com 80 grandes mestres e a segunda edição já contava com 150 grandes mestres.
O torneio sempre foi jogado pelo sistema suíço e o vencedor ganha uma vaga para disputar o torneio de xadrez em Dortmund do mesmo ano, esta tradição começou na edição de 2003.

## Vencedores
O nome do vencedor encontra-se em negrito já que em algumas edições alguns jogadores terminaram com a mesma soma de pontos. Nas edições de 2007, 2008 e 2010 houve um único vencedor.
| # | Ano  | Vencedores                                                                             | Pontos | Rodadas |
| - | ---- | -------------------------------------------------------------------------------------- | ------ | ------- |
| 1 | 2002 | Gregory Kaidanov Alexander Grischuk Aleksej Aleksandrov Alexander Shabalov Vadim Milov | 6.5    | 9       |
| 2 | 2003 | Viktor Bologan Aleksej Aleksandrov Alexei Fedorov Peter Svidler                        | 7      | 9       |
| 3 | 2004 | Sergei Rublevsky Rafael Vaganian Valerij Filippov                                      | 7      | 9       |
| 4 | 2005 | Emil Sutovsky Andrei Kharlov Vassily Ivanchuk Alexander Motylev Vladimir Akopian       | 6.5    | 9       |
| 5 | 2006 | Baadur Jobava Viktor Bologan Krishnan Sasikiran Shakhriyar Mamedyarov                  | 6.5    | 9       |
| 6 | 2007 | Evgeny Alekseev                                                                        | 7      | 9       |
| 7 | 2008 | Ian Nepomniachtchi                                                                     | 7      | 9       |
| 8 | 2009 | Étienne Bacrot Alexander Moiseenko                                                     | 6.5    | 9       |
| 9 | 2010 | Le Quang Liem                                                                          | 7      | 9       |